# Filosofische praktijk
Een filosofische praktijk is een praktijk waar filosofische een-op-een-gespreksvoering plaatsvindt. Het ambacht is in ontwikkeling sinds de jaren '80. De methode die in Nederland de meeste navolging vindt is die van de filosofisch practicus, ontwikkeld door filosoof Harm van der Gaag.

## Geschiedenis
In 1978 publiceerde Peter Koestenbaum zijn boek "The New Image of the Person: The Theory and Practice of Clinical Philosophy". Dit boek heeft de grondslag gevormd voor het ontstaan van de filosofische praktijk, waarvan de eerste in 1981 haar deuren opende. In de buurt van Keulen begon Gerd B. Achenbach met het aanbieden van philosophische Beratung in een setting die vergelijkbaar is met die bij een psychotherapeut. De één-op-één filosofische gesprekken dienden dan ook veelal als vervanging van of aanvulling op gesprekken bij een psychotherapeut. Achenbach is nog altijd actief in zijn filosofische praktijk.
Ook in Nederland werden rond de jaren '80 meerdere praktijken opgericht, maar de meesten hiervan mochten geen lang bestaan leiden. Adriaan Hoogendijk, tevens schrijver van het boek "Spreekuur bij een Filosoof" (1988), opende de eerste filosofische praktijk op Nederlandse bodem. Inmiddels is Hoogendijk bezielingscoach.
De meest invloedrijke ontwikkeling op het gebied van de filosofische praktijk in Nederland werd teweeggebracht door Harm van der Gaag. In 2004 opende hij de filosofische praktijk Denk Dieper, gevestigd in de binnenstad van Utrecht. Vanaf dat moment ontwikkelde Van der Gaag zijn eigen methode, die inmiddels veel navolging vindt. Deze socratische gespreksdiscipline is de Gilde-methode gaan heten en wordt beoefend door leden van het Gilde van Filosofisch Practici.
Twee andere pioniers in de filosofische praktijk zijn Catharina de Haas, eigenares van filosofische praktijk Voor de Verandering en Eite Veening, eigenaar van filosofische consultatiepraktijk De HoofdZaak. Beiden zijn filosofisch consulent en houden er een eigen aanpak op na.

## De Gilde-methode
De Gilde-methode wordt gekenmerkt door de ontwikkeling van de filosofische denkhouding van de bezoeker. Om dit tot stand te brengen, wordt er in de gesprekken met de filosofisch practicus een sterke nadruk gelegd op het ontwikkelen van de vraag, in plaats van op het vinden van antwoorden en/of oplossingen. "Met een goede vraag kom je verder dan met een volmaakt antwoord," aldus Van der Gaag. 
Bij een filosofisch practicus worden geen diagnoses gesteld of behandelplannen afgewerkt. De gesprekken bestaan uit een open dialoog tussen bezoeker en practicus over de vraag in kwestie. De bezoeker krijgt geen antwoorden of oplossingen aangedragen, maar zal zelf aan het werk moeten met de vraag. De gesprekken met een filosofisch practicus hebben in zekere zin een meer pedagogisch dan therapeutisch karakter.
De Gilde-methode is uitgewerkt in het boek "Wie het niet weet, mag het zeggen. In de spreekkamer van de filosofische praktijk" en wordt onderwezen in de beroepsopleiding tot Filosofisch Practicus, die door Van der Gaag gegeven wordt aan de Internationale School voor Wijsbegeerte in Leusden.